# Bonte solitaire
De bonte solitaire (Myadestes coloratus) is een zangvogel uit de familie Turdidae (lijsters).

## Verspreiding en leefgebied
Deze soort is endemisch in de hooglanden in het uiterste oosten van Panama.